# Ekonomika Angoly
Ekonomika Angoly je globálně jedna z nejrychleji rostoucích, průměrný ročný růst HDP v letech 2001-2010 byl 11,1 procenta. Hospodářství Angoly se stále zotavuje z 27leté občanské války od vyhlášení nezávislosti v roce 1975 do roku 2002. Země má velké zdroje ropy a zemního plynu, diamantů, možnosti vodních elektráren a úrodnou půdu, ale obyvatelstvo je chudé a třetina populace se spoléhá na rodinné zemědělství. Od konce války v roce 2002 stát opravil a zlepšil infrastrukturu a politické a sociální instituce. Vysoké ceny ropy a zvýšená těžba pomohly k výraznému růstu ekonomiky od roku 1998. Ale korupce a neefektivní řízení veřejného sektoru zůstaly zejména v oblasti ropy, která se podílí na HDP 50 procenty a na exportu 90 procenty.